# العلاقات المغربية الرواندية
العلاقات المغربية الرواندية هي العلاقات الثنائية التي تجمع بين المغرب ورواندا.
10 مارس 2022:
تعزيز التعاون البرلماني المغربي الرواندي :
أجرى وفد برلماني مغربي، يتكون من النواب الشرقاوي الزنايدي ونادية بوزندوا والمستشارة خليهن الكرش، محادثات في كيغالي مع رئيس مجلس الشيوخ الرواندي أوغستين إياموريميي، حيث تمحورت المناقشات حول تعزيز التعاون البرلماني بين المغرب ورواندا. جاء هذا اللقاء في إطار الدورة الـ77 للجنة التنفيذية للاتحاد البرلماني الأفريقي، التي انطلقت أعمالها في العاصمة الرواندية.
خلال الاجتماع، أعرب الطرفان عن رغبتهما المشتركة في تعزيز التعاون البرلماني وتبادل الخبرات، خاصة في مجالات مكافحة وإدارة جائحة كوفيد-19. كما أكدا على أهمية الدبلوماسية البرلمانية في تعزيز التعاون الثنائي وتنسيق الجهود في المحافل البرلمانية الإقليمية والدولية.
وأشار الجانبان إلى أن العلاقات المغربية الرواندية شهدت تطوراً ملحوظاً منذ الزيارة التاريخية لجلالة الملك محمد السادس إلى رواندا في عام 2016، وزيارة الرئيس الرواندي بول كاغامي إلى المغرب في نفس السنة، حيث يتقاسم البلدان رؤية مشتركة بشأن التنمية المستدامة وتعزيز التعاون جنوب-جنوب.
وفي هذا السياق، أشاد رئيس مجلس الشيوخ الرواندي بالتقدم الذي حققه المغرب في مختلف القطاعات الاقتصادية والاجتماعية، وكذلك في جهود مكافحة جائحة كوفيد-19. وتشارك في الدورة الـ77 للجنة التنفيذية للاتحاد البرلماني الأفريقي 120 مندوباً يمثلون 41 برلماناً أفريقياً، حيث تعتبر هذه الجلسة فرصة لتبادل أفضل الممارسات في الاستجابة للجائحة وتعزيز الحكم الرشيد والابتكارات.

## التمثيل الدبلوماسي
تعزز التمثيل الدبلوماسي بين المغرب ورواندا بعد قرار افتتاح سفارتين لكل بلد، فالمغرب فتح سفارته بالعاصمة كيغالي في أبريل 2017، وتبعته رواندا بافتتاح سفارتها في العاصمة الرباط في 15 يناير 2020.

## مقارنة بين البلدين
هذه مقارنة عامة ومرجعية للدولتين:
| وجه المقارنة                                              | المغرب                                 | رواندا                                        |
| --------------------------------------------------------- | -------------------------------------- | --------------------------------------------- |
| المساحة (كم2)                                             | 710.85 ألف                             | 26.34 ألف                                     |
| عدد السكان (نسمة)                                         | 36.07 مليون                            | 12.21 مليون                                   |
| الكثافة السكانية (ن./كم²)                                 | 50.74                                  | 463.55                                        |
| العاصمة                                                   | الرباط                                 | كيغالي                                        |
| اللغة الرسمية                                             | اللغة العربية، أمازيغية معيارية مغربية | اللغة الكينيارواندا، لغة إنجليزية، لغة فرنسية |
| العملة                                                    | درهم مغربي                             | فرنك رواندي                                   |
| الناتج المحلي الإجمالي (بليون دولار)                      | 109.14 مليار                           | 9.14 مليار                                    |
| الناتج المحلي الإجمالي (تعادل القوة الشرائية) بليون دولار | 274.06 مليار                           | 20.46 مليار                                   |
| الناتج المحلي الإجمالي الاسمي للفرد دولار أمريكي          | 2.88 ألف                               | 697                                           |
| الناتج المحلي الإجمالي للفرد دولار أمريكي                 | 7.49 ألف                               | 1.66 ألف                                      |
| مؤشر التنمية البشرية                                      | 0.628                                  | 0.483                                         |
| رمز المكالمات الدولي                                      | +212                                   | +250                                          |
| رمز الإنترنت                                              | .ma                                    | .rw                                           |
| المنطقة الزمنية                                           | ت ع م+01:00                            | ت ع م+02:00                                   |

## منظمات دولية مشتركة
يشترك البلدان في عضوية مجموعة من المنظمات الدولية، منها:
| علم المنظمة | اسم المنظمة                               | تاريخ انضمام المغرب | تاريخ انضمام رواندا |
| ----------- | ----------------------------------------- | ------------------- | ------------------- |
|             | مؤسسة التنمية الدولية                     | 29 ديسمبر 1960      | 30 سبتمبر 1963      |
|             | يونسكو                                    | 7 نوفمبر 1956       | 7 نوفمبر 1962       |
|             | وكالة ضمان الاستثمار متعدد الأطراف        | 17 سبتمبر 1992      | 27 سبتمبر 2002      |
|             | الأمم المتحدة                             | 12 نوفمبر 1956      | 18 سبتمبر 1962      |
|             | الاتحاد البريدي العالمي                   | ?                   | ?                   |
|             | البنك الدولي للإنشاء والتعمير             | 25 أبريل 1958       | 30 سبتمبر 1963      |
|             | الاتحاد الدولي للاتصالات                  | 1 نوفمبر 1956       | 12 ديسمبر 1962      |
|             | منظمة حظر الأسلحة الكيميائية              | ?                   | ?                   |
|             | مؤسسة التمويل الدولية                     | 30 أغسطس 1962       | 6 نوفمبر 1975       |
|             | المركز الدولي لتسوية المنازعات الاستشارية | 10 يونيو 1967       | 14 نوفمبر 1979      |
|             | منظمة التجارة العالمية                    | 1995                | ?                   |
|             | منظمة الشرطة الجنائية الدولية             | ?                   | ?                   |
|             | الاتحاد الأفريقي                          | ?                   | ?                   |
|             | البنك الإفريقي للتنمية                    | ?                   | ?                   |

## وصلات خارجية
- موقع وزارة الخارجية المغربية
- موقع وزارة الخارجية الرواندية